# 2A busz (Balassagyarmat)
A balassagyarmati 2A jelzésű autóbusz az Vasútállomás és az Autóbusz-állomás között közlekedik hétvégén és ünnepnapokon. A MÁV Személyszállítási Zrt. üzemelteti.

## Története
Eredetileg a Kórház és a Volán-telep között közlekedett, majd megszűnt. 2025. március 15.-től közlekedik ezen az új útvonalon.

## Útvonala
| Autóbusz-állomás felé                                                                                                 |
| --- |
| Vasútállomás – Mikszáth Kálmán utca – Rákóczi fejedelem út – Kossuth Lajos út – Benczúr Gyula utca – Autóbusz-állomás |

## Megállóhelyei
| 2A (Vasútállomás – Autóbusz-állomás) |                             |                                  | |
| Perc (↓)                             | Megállóhely                 | Átszállási kapcsolatok           | Létesítmények |
| 0                                    | Vasútállomás végállomás     | 1A, 3, 3A, 5, 5A S780 , S750     | Balassagyarmat vasútállomás |
| 1                                    | Benczúr Gyula utca          | 7A                               | |
| 2                                    | Deák Ferenc utca            | 7A                               | Evangélikus templom |
| 3                                    | Balassa utca                | 7A                               | |
| 4                                    | Hunyadi utca                | 1, 4, 5, 5A, 6, 6B, 6c, 7, 7A, 8 | Mikszáth Kálmán Művelődési Központ, Salgótarjáni Szakképzési Centrum Szent-Györgyi Albert Gimnáziuma, Szakgimnáziuma és Szakközépiskolája, piac, SPAR áruház, OTP Bank |
| 6                                    | Autóbusz-állomás végállomás | 1B, 5A, 6B, 6C, 8, 8A            | Balassagyarmat autóbusz-állomás |